# Кравченко, Николай Иванович (агроном)
Никола́й Ива́нович Кра́вченко (укр.  Микола Іванович Кравченко; 13 декабря 1924 год, село Стадня, Полтавская губерния — ?, Миргород, Полтавская область) — председатель колхоза «Украина» Лубенского района Полтавской области, Украинская ССР. Герой Социалистического Труда (1966). Депутат Верховного Совета СССР 6 и 7 созывов.

## Биография
Родился 13 декабря 1924 года в крестьянской семье в селе Стадня. Украинец. Трудовую деятельность начал после освобождения в 1943 году Полтавской области от немецких оккупантов. Работал на молочно-товарной ферме. В 1944 году поступил на учёбу в Липковатовский сельскохозяйственный техникум, который окончил в 1947 году. До 1949 года работал агрономом в колхозе «Октябрь» Лубенского района. В этом же году был избран председателем колхоза «Октябрь», который после укрупнения был переименован в колхоз «Украина». Руководил этим предприятием до 1974 года.
В 1956 году окончил без отрыва от производства Украинскую сельскохозяйственную академию.
Вывел колхоз «Украина» в число передовых сельскохозяйственных предприятий Полтавской области. В 1966 году удостоен звания Героя Социалистического Труда «за успехи, достигнутые в увеличении производства и заготовок пшеницы, ржи, гречихи, проса, риса, кукурузы и других зерновых и кормовых культур».
В январе 1974 года назначен главным агрономом колхоза «Ленинский путь» и в 1978 году — заведующим теплицы колхоза имени Ворошилова Миргородского района.
Избирался депутатом Верховного Совета СССР 6 и 7 созывов.
После выхода на пенсию проживал в городе Миргород Полтавской области.

## Награды
- Герой Социалистического Труда — указом Президиума Верховного Совета СССР от 23 июня 1966 года
- Орден Ленина